# Miguel Illescas Córdoba
Miguel Illescas Córdoba (ur. 3 grudnia 1965 w Barcelonie) – hiszpański szachista i trener szachowy (FIDE Senior Trainer od 2004), arcymistrz od 1988 roku.

## Kariera szachowa
W wieku 12 lat zdobył tytuł mistrza Katalonii. Od połowy lat 80. osiągnął szereg sukcesów, awansując do szerokiej światowej czołówki. W 1987 podzielił I miejsce w Las Palmas, w 1988 zwyciężył w Montpellier i Las Palmas, w 1991 w Oviedo, w 1992 w Pampelunie (wraz z Leonidem Judasinem) oraz był II w León (za Borisem Gulko) i III w Chalkidiki (za Władimirem Kramnikiem i Joëlem Lautierem), w 1993 zwyciężył w Lizbonie oraz zajął II miejsce w Wijk aan Zee (za Anatolijem Karpowem), w 1995 zwyciężył w Linares, w 1996 w Madrycie (wraz z Weselinem Topałowem), w 1998 w Pampelunie (wraz z Ulfem Anderssonem) oraz w 2004 ponownie w Pampelunie (wraz z Lukiem McShane’em i Emilem Sutowskim).
Ośmiokrotnie (w latach 1995–2010) zdobył tytuł indywidualnego mistrza Hiszpanii. Wielokrotnie reprezentował Hiszpanię w turniejach drużynowych, m.in.:
- dwunastokrotnie na olimpiadach szachowych (w latach 1986, 1988, 1990, 1994, 1996, 1998, 2002, 2004, 2006, 2008, 2012, 2014); medalista: indywidualnie – brązowy (2006 – na III szachownicy)[2],
- ośmiokrotnie na drużynowych mistrzostwach Europy (w latach 1999, 2001, 2003, 2005, 2007, 2009, 2011, 2013)[3].

W roku 1997 należał do zespołu, który przygotował bibliotekę otwarć dla Deep Blue w meczu przeciwko Garriemu Kasparowowi, natomiast w roku 2000 w Londynie był sekundantem Władimira Kramnika w meczu z Garrim Kasparem o mistrzostwo świata organizacji Braingames.
Najwyższy ranking w karierze osiągnął 1 lipca 1996 r., z wynikiem 2640 punktów dzielił wówczas 25-27. miejsce na światowej liście FIDE, jednocześnie zajmując 2. miejsce (za Aleksiejem Szyrowem) wśród hiszpańskich szachistów.